# Китайская национальная группа строительных материалов
China National Building Material Group (CNBM, «Китайская национальная группа строительных материалов») — крупнейший китайский государственный конгломерат, специализирующийся на производстве широкого спектра строительных материалов; входит в сотню крупнейших компаний страны и в число двухсот крупнейших компаний мира.
Основным активом CNBM является основанная в 2005 году China National Building Material Company Limited, акции которой котируются на Гонконгской фондовой бирже. Компания производит цемент, фиброцемент, бетон, гипс, гипсокартон, минеральную вату, стекловолокно, стеклопластик, фиброармированный пластик, стекло, сложные керамические изделия, солнечные панели, краски, металлические рамы, пластиковые двери и окна, выполняет различные инженерные и строительные работы в сфере изоляции и энергосбережения, установки отопительных систем. По состоянию на 2019 год выручка China National Building Material Company составляла 33 млрд долл., прибыль — 1,2 млрд долл., активы — 63,6 млрд долл., рыночная стоимость — 8 млрд долл., в компании работало 158,5 тыс. сотрудников.

## История
China National Building Material Group основана в 1984 году. В 2006 году дочерняя компания China National Building Material Company Limited вышла на Гонконгскую фондовую биржу. В 2013 году CNBM приобрела китайского производителя солнечных панелей Jetion Solar, а в 2014 году — производителя плёночных фотоэлементов Avancis из Торгау. 
В 2016 году CNBM поглотила другую государственную группу — China National Materials Corporation (Sinoma). К 2019 году China National Building Material Group являлась крупнейшим в стране производителем цемента, бетона, гипсокартона, стекловолокна, углеродного волокна и лопаток для ветряных турбин. Ежегодные мощности группы по производству цемента составляли 525 млн тонн, бетона — 460 млн тонн, стекловолокна — 2,24 млн тонн, гипсокартона — 2,2 млрд м³.

## Акционеры
Контрольный пакет акций China National Building Material Company Limited принадлежит государственной China National Building Material Group, другие акционеры — The Vanguard Group (3,6 %), Dimensional Fund Advisors (3,1 %) и BlackRock Fund Advisors (1,7 %).

## Дочерние компании
В состав China National Building Materials (CNBM) входит несколько десятков дочерних и аффилированных структур:
- China United Cement Corporation (Китай) — цемент
- South Cement Company (Китай) — цемент
- Southwest Cement Company (Китай) — цемент
- North Cement Company (Китай) — цемент
- Xinjiang Tianshan Cement Company (Китай) — цемент
- Gansu Qilianshan Cement Group (Китай) — цемент
- Sinoma Cement Company (Китай) — цемент
- Ningxia Building Materials Group (Китай) — стройматериалы
- Beijing New Building Material Group (Китай) — стройматериалы
- China Jushi Company (Китай) — стекловолокно
- China Composites Group Corporation (Китай) — углеродное волокно
- Sinoma Advanced Materials Company (Китай) — керамические изделия
- Jetion Solar (Китай) — солнечные панели
- Avancis (Германия) — солнечные панели
- Sinoma Science & Technology (Китай) — информационные технологии
- Sinoma International Engineering (Китай) — строительство цементных заводов за рубежом
- China Triumph International Engineering (Китай) — строительство цементных и стекольных заводов
- CNBM Investment Company (Китай) — недвижимость и ресурсы
- CNBM International (Китай) — солнечные электростанции за рубежом

## Промышленные предприятия
- Цементные заводы в Харбине, Чанчуне, Пекине, Тэнчжоу, Тайане, Шанхае, Чунцине, Чэнду, Иньчуане, Ланьчжоу, Урумчи, Монголии и Зимбабве[12][13][14]
- Заводы стекловолокна в Тунсяне, Цзюцзяне, Чэнду и Египте[15]
- Фабрика солнечных панелей в Бэнбу
- Фабрика стройматериалов в Торо[16]
- Сеть солнечных электростанций в Украине (3-е место на украинском рынке СЭС)[17][18].